# Nashville (Georgia)
Nashville es una ciudad ubicada en el condado de Berrien en el estado estadounidense de Georgia. En el año 2000 tenía una población de 4.697 habitantes.

## Geografía
Nashville se encuentra ubicada en las coordenadas 31°12′25″N 83°14′48″O / 31.20694, -83.24667 (31.206868, -83.246692).
Según la Oficina del Censo, la localidad tiene un área total de 12,1 km² (4,7 mi²), de la cual 12 km² (4,6 mi²) es tierra y 0,1 km² (0 mi²) (0.80%) es agua.

## Demografía
Según la Oficina del Censo en 2000 los ingresos medios por hogar en la localidad eran de $26,228, y los ingresos medios por familia eran $33,320. Los hombres tenían unos ingresos medios de $22,725 frente a los $19,533 para las mujeres. La renta per cápita para la localidad era de $15,007. 